# Мирна Косташ
Ми́рна Ко́сташ (англ. Myrna Kostash, нар. 2 вересня 1944, Едмонтон) — канадська письменниця й журналістка українського походження, друкується англійською. Член Гільдії письменників Альберти, Спілки письменників Канади та міжнародного ПЕН-клубу. У 1993-1994 — голова спілки письменників Канади.

## Біографія
Народилася у провінції Альберта в місті Едмонтон, де й мешкає зараз. Працювала журналістом для ряду журналів, зокрема «Chatelaine». 
У 1993—4 році письменниця Мирна Косташ зайняла посаду голови Спілки письменників Канади.  Частісінько подорожуючи світом і працюючи у Європі, усе ж таки правильно повертається до Едмонтону, щоб продовжувати роботу над кожною наступною книгою. 
Працює журналістком: пише для періодичних видань, радіо та телебачення. Викладає в університетах Західної Канади. Читала лекції у вузах Югославії, Польщі, Греції, України.

## Автор і романіст
Тема прози Мирни Косташ — життя україноканадців. Авторка популярного роману «Усі бабині діти» (1978) — однієї з найкращих книжок про витоки сучасної канадської нації. Інші книги: «Майбутня Канада: у пошуках нових поколінь», «Приречений жених. Спогади» (1998), «Лінії крові: мандри у Східну Європу» (1993), «Без обману: у світі дівчат-підлітків» (1980), «Довгий шлях з дому…» (1980).

## «Усі бабині діти»
Окремі видання Мирна Косташ входили до десятки найкращих канадських книг року. У романі «Усі бабині діти» Мирна Косташ влучно описала існуючу в той час дискриминацію проти українців у Канаді, які зазнавали глузувань та залякувань з боку мовної більшості:
Їх виховували батьки, часто залякані владою англосаксонської більшості, батьки, що навчали своїх дітей ніколи не скаржитися і не протестувати, а намагатися самим стати такими ж, як англійці. Але англійці, з якими їх закликали змагатися і яким догоджати, називали їх «богонками», висміювали їх імена і зовнішність. Дітей закликали бути прикладом для земляків, стати, наприклад, першим серед українців   студентом  юридичної  школи,  членом  комерційної палати чи депутатом Палати громад, але на шляху до цього було надто багато перешкод: і дуже відчутний мовний  акцент, і прізвище, важке для вимови, і бідність сім'ї, а квота для їхньої етнічності була вже виповнена, і їх наміри шокували сусідів-неукраїнців. Гадали, що досить їм досягти найкращих характеристик як громадян Канади — і нагорода вже на них чекатиме, але часто в цій нагороді їм відмовляли тільки з тієї причини, що вони, мовляв, не могли в достатній мірі бути справжніми  канадцями.
Серед відзнак письменниці, зокрема, Королівська ювілейна медаль за внесок у мистецтво (2002) та нагороди Ґільдії письменників Канади.
Крім англійської Мирослава володіє українською й французькою мовами.

## Творчий доробок
- Long Way From Home: The Story of the Sixties Generation in Canada — 1980
- All of Baba's Children — 1987
- No Kidding: Inside the World of Teenage Girls — 1989
- Bloodlines: A Journey into Eastern Europe — 1993
- The Doomed Bridegroom: A Memoir — 1998
- The Next Canada: In Search of Our Future Canada — 2000